# Бартон (Меріленд)
Бартон (англ. Barton) — місто (англ. town) в США, в окрузі Аллегені штату Меріленд. Населення — 464 особи (2020).

## Географія
Бартон розташований за координатами 39°31′57″ пн. ш. 79°1′1″ зх. д. / 39.53250° пн. ш. 79.01694° зх. д. (39.532441, -79.017039).  За даними Бюро перепису населення США в 2010 році місто мало площу 0,58 км², з яких 0,57 км² — суходіл та 0,01 км² — водойми. В 2017 році площа становила 0,54 км², з яких 0,54 км² — суходіл та 0,01 км² — водойми.

## Демографія
Згідно з переписом 2010 року, у місті мешкало 457 осіб у 195 домогосподарствах у складі 132 родин. Густота населення становила 783 особи/км².  Було 225 помешкань (386/км²).
Расовий склад населення:
| - 98,0 % — білих - 0,4 % — азіатів - 0,2 % — чорних або афроамериканців |

До двох чи більше рас належало 1,3 %. Частка іспаномовних становила 1,3 % від усіх жителів.
За віковим діапазоном населення розподілялося таким чином: 20,4 % — особи молодші 18 років, 62,3 % — особи у віці 18—64 років, 17,3 % — особи у віці 65 років та старші. Медіана віку мешканця становила 39,9 року. На 100 осіб жіночої статі у місті припадало 104,0 чоловіків;  на 100 жінок у віці від 18 років та старших — 100,0 чоловіків також старших 18 років.
Середній дохід на одне домашнє господарство  становив 52 080 доларів США (медіана — 41 500), а середній дохід на одну сім'ю — 65 272 долари (медіана — 51 875). За межею бідності перебувало 11,5 % осіб, у тому числі 11,3 % дітей у віці до 18 років та 12,9 % осіб у віці 65 років та старших.
Цивільне працевлаштоване населення становило 247 осіб. Основні галузі зайнятості: освіта, охорона здоров'я та соціальна допомога — 22,3 %, публічна адміністрація — 11,3 %, мистецтво, розваги та відпочинок — 11,3 %.